# Henri Lebasque
Henri Lebasque (n. 25 septembrie 1865, Champigné, Pays de la Loire, Franța – d. 7 august 1937, Le Cannet, Alpes-Maritimes, Franța) a fost un pictor francez post-impresionist. S-a născut la Champigné (Maine-et-Loire). Opera sa este reprezentată în muzeele franceze, în special Angers, Geneva (Petit Palais), Lille (Musée des Beaux-Arts), Nantes și Paris (Musée d’Orsay).

## Educație și dezvoltare artistică
Și-a început educația la École régionale des beaux-arts d’Angers și s-a mutat la Paris în 1886. Acolo, Lebasque a început studiile sub îndrumarea lui Léon Bonnat și l-a ajutat pe Ferdinand Humbert cu picturile decorative de la Panthéon. În această perioadă, Lebasque i-a cunoscut pe Camille Pissarro și Auguste Renoir, care ulterior vor avea un impact mare asupra activității sale.
Viziunea lui Lebasque a fost colorată de contactul său cu pictorii mai tineri, în special cu Édouard Vuillard și Pierre Bonnard, fondatorii Les Nabis, un grup de pictori intimiști care au favorizat pentru prima dată calmul și liniștea subiectelor interne. De la prima întâlnire cu Georges Seurat și Paul Signac, Lebasque a aflat semnificația unei teorii a culorilor care a subliniat utilizarea culorilor complementare în nuanțe.

## Cariera
Lebasque a fost membru fondator al Salon d'Automne în 1903 alături de prietenul său Henri Matisse și a expus la Salon des Indépendants. Doi ani mai târziu, un grup de artiști au expus acolo, printre care Georges Rouault, André Derain, Henri Ottmann, Édouard Vuillard și Matisse. De asemenea, Lebasque s-a împrietenit cu artiști precum Raoul Dufy, Louis Valtat și Henri Manguin, ultimul dintre care l-a introdus pe Lebasque în sudul Franței.
Timpul petrecut în sudul Franței a dus la o transformare radicală în tablourile lui Lebasque, schimbându-și paleta de culori pentru totdeauna. Alte călătorii au inclus Vendée, Normandia și Bretania.
Lebasque a avut și ceva succes comercial în timpul vieții. A lucrat la decorarea teatrului de pe Champs-Elysées și la nava Transatlantique.
Lebasque a murit la Cannet, Alpes Maritimes în 1937.

## Galerie de picturi

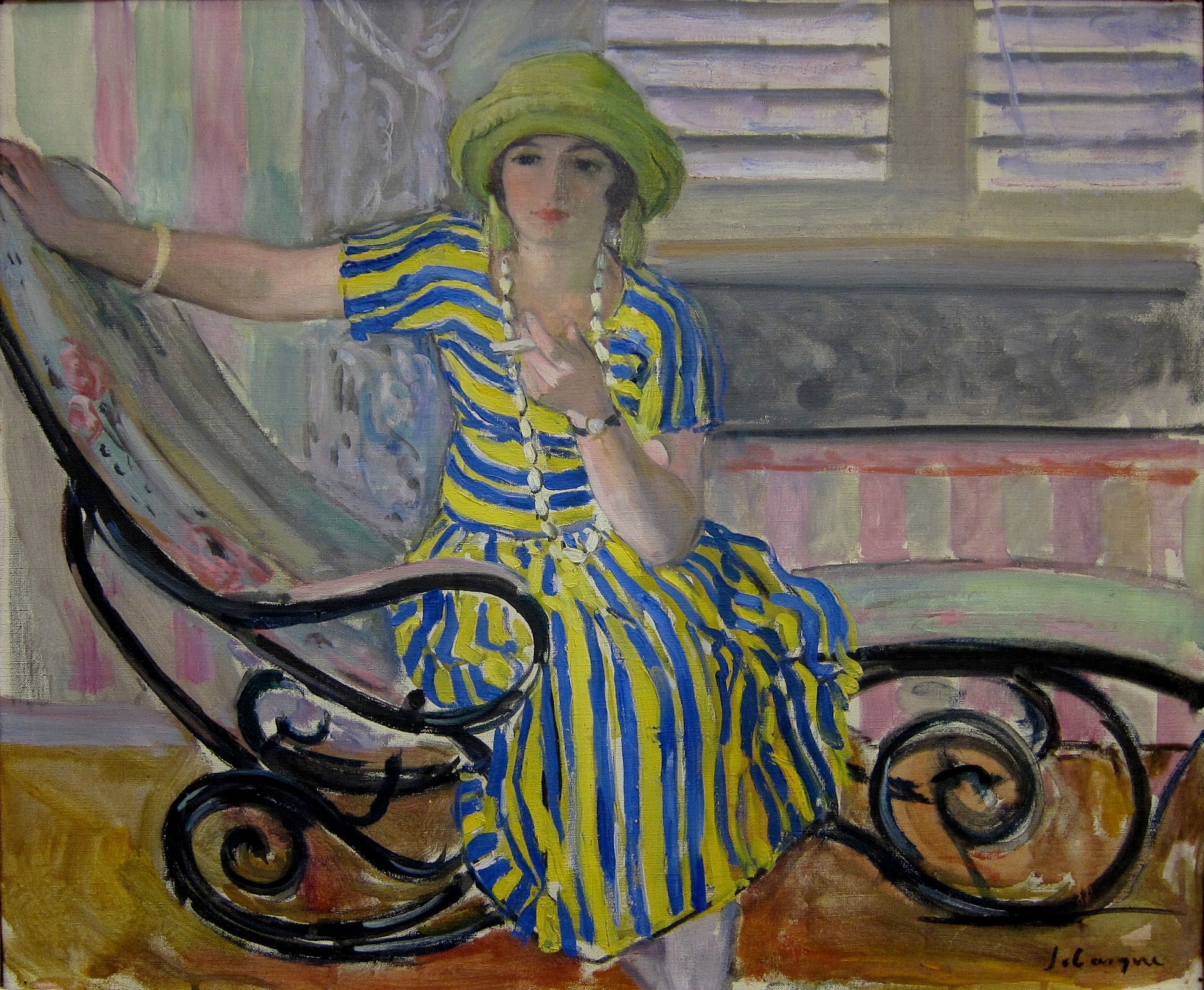
Țigarea, 1921; Musée d'Art et d'Industrie de Roubaix
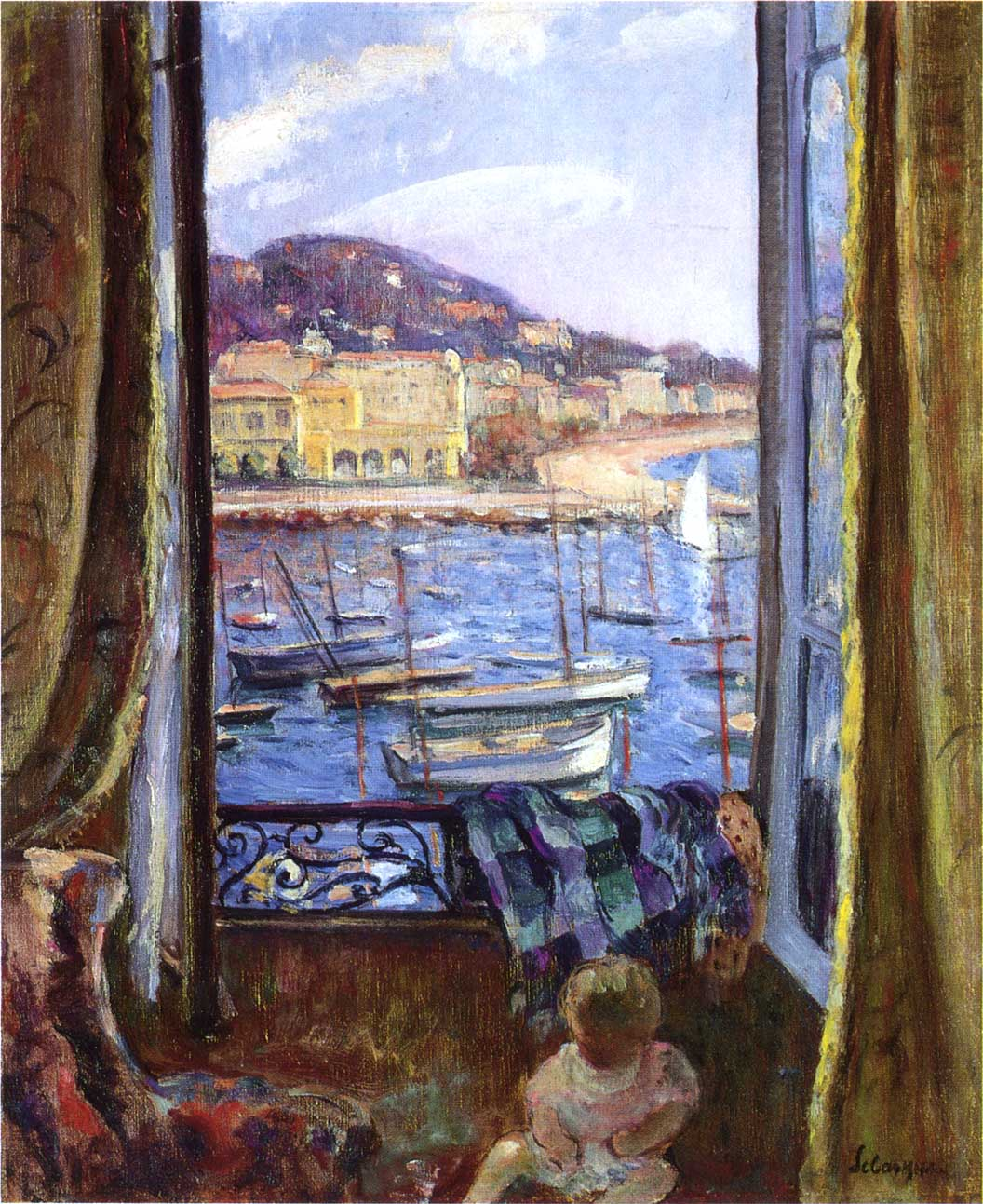
Cheiul de la St Pierre în Cannes
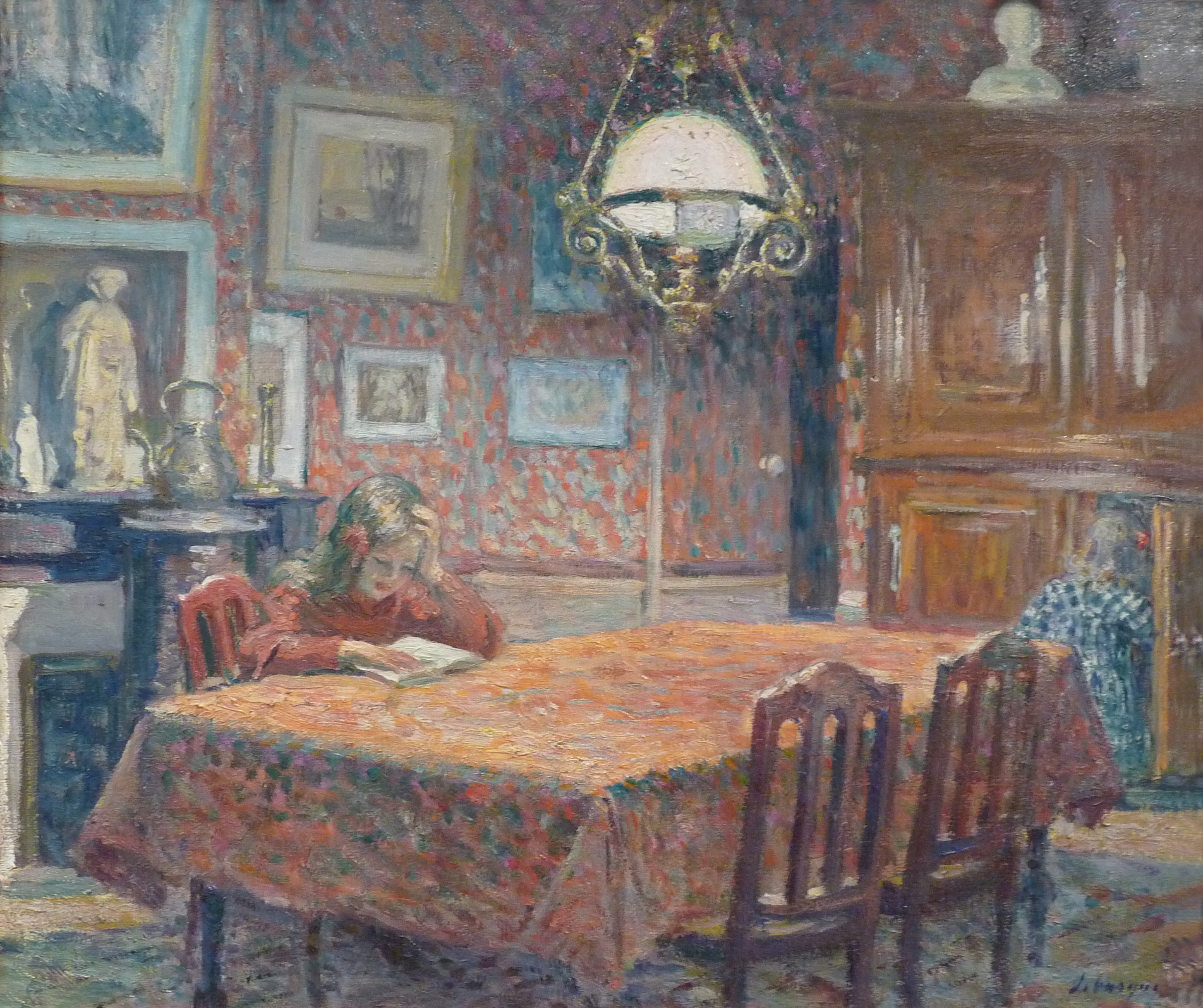
Sub lampă, 1904; Muzeul de Arte Frumoase din Nancy
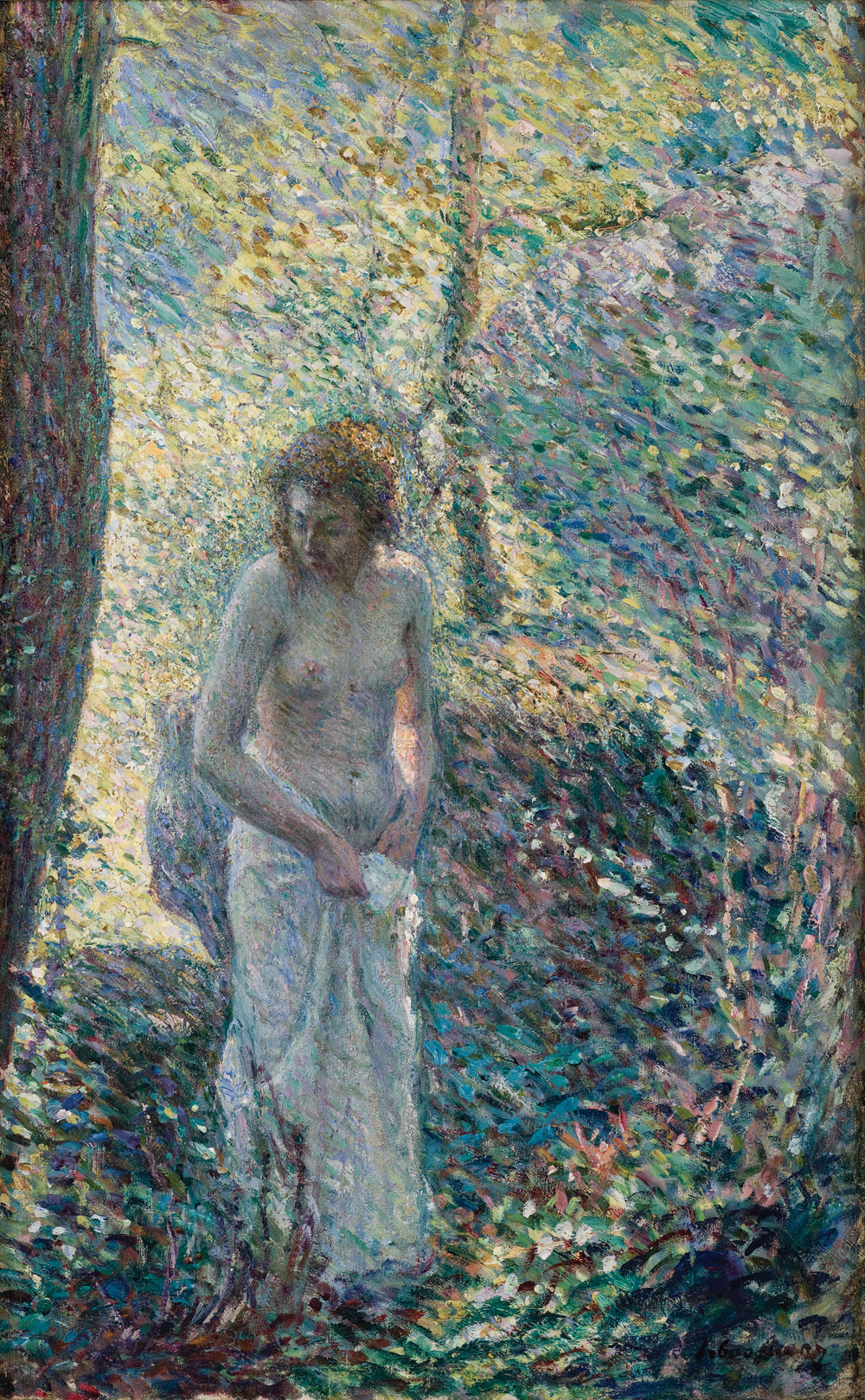
O tânără în pădure, 1897; Muzeul de Artă din Ponce